# Villa d’Ogna

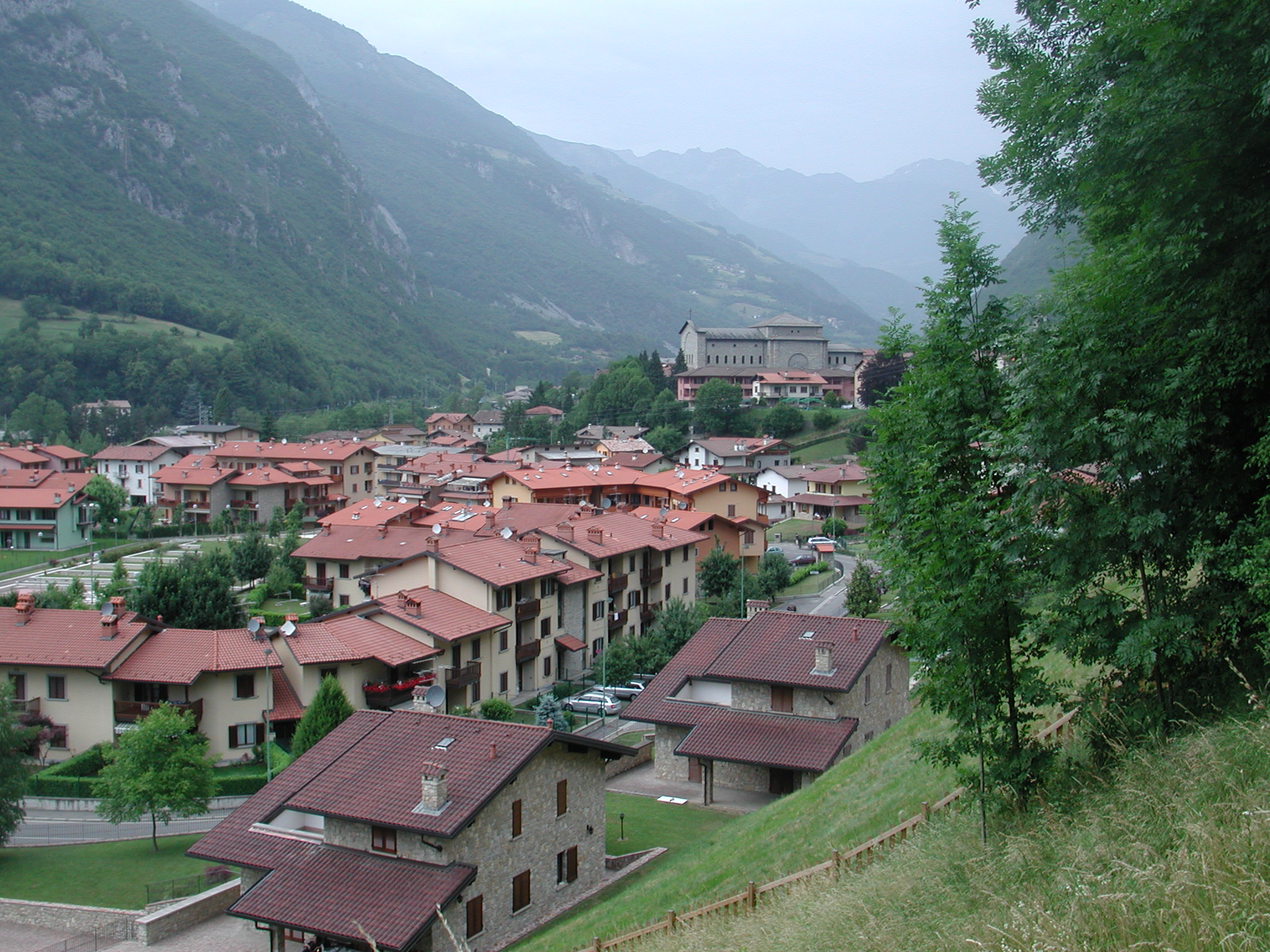
Panorama von Villa d’Ogna

Villa d’Ogna ist eine norditalienische Gemeinde (comune) mit 1772 Einwohnern (Stand 31. Dezember 2023) in der Provinz Bergamo in der Lombardei.

## Geographie
Die Gemeinde liegt etwa 33 Kilometer nordöstlich von Bergamo im Valle Seriana am östlichen Ufer des Serio. Hier, am Rande der Bergamasker Alpen, fließt der Ogna in den Serio.